# Подымовский, Станислав Леопольдович
Станислав Леопольдович Подымовский (пол. Stanisław Leopold Podymowski; 6 апреля[уточнить] 1839 года, Варшава, Царство Польское — 26 сентября[уточнить] 1911 года, Варшава, Царство Польское) — управляющий Луганского литейного завода и одноимённого посёлка (1876—1879), польский и русский горный инженер, менеджер, общественный деятель, библиофил.
Статский советник (1878).
Автор ряда статей, опубликованных в «Горном журнале», «Известиях горных инженеров», «Уральском горном обозрении».
Католик.

## Биография
Станислав Подымовский родился 6 апреля 1839 года в Варшаве, в семье польского горного чиновника.
В 1860 году окончил Института корпуса горных инженеров (на тот момент в чине поручика) и получил назначение на службу в распоряжение Министра статс-секретаря Царства Польского.
Работает заведующий пудлинговым производством в Банковой Гуте (пол. Huta Bankowa) в Домброве-Гурничей.
В 1869 год для изучения технических усовершенствований по выделке железа на каменном угле был направлен в командировку в Пруссию, Саксонию, Бельгию и Францию.
По возвращении из командировки в 1870 году был назначен управляющим Лисичанского завода, в 1871 — помощник горного начальника Луганского округа, с 1877 года — бергмейстера рудников и 1-го члена Главной конторы Луганского завода, а затем горным начальником Луганского округа.
В 1876 году (по другим данным — 1877) становится управляющим Луганского литейного завода и фактическим руководителем одноимённого посёлка.
В 1879 году ушёл с поста управляющего Луганского литейного завода.
В 1881 году вышел в отставку.
В 1892 году получил назначение представителя Министерства Государственных Имуществ (МГИ) при изысканиях Средне-Сибирской железной дороги.
До 1894 года вёл изыскательные работы.
Пятнадцать лет — с 1895 по 1910 годы работал в Вятской губернии, был окружным инженер 1-го Вятского горного округа (1894) и депутатом от горного ведомства в Вятском Губернском Присутствии.
Участник 13-го совещания инженеров Вятского округа (1899).
В 1900—1908 годы — представитель горного ведомства в Вятском губернском земстве и Вятской губернской и уездной оценочных комиссиях, член присутствия Вятской казённой палаты по промысловому налогу, непременный член губернского статистического и кустарного комитетов.
Во время проживания в Вятке Станислав Подымовский принимал участие в общественной жизни города.
Например, в зимний сезон 1900—1901 годов любители театрального искусства Вятки организовали «Товарищество в поддержку театра», собрав в складчину по 100 рублей и составили смету сезонных расходов на 5000 рублей.
В совет несколько лет входили активисты театрального движения: А. А. и О. П. Прозоровы, В. А., Я. А. и А. Ф. Шубины, И. А. Чарушин, В. С. Васильев, А. А. Рудольский и другие.
Председателем правления «Товарищества» был избран Станислав Леопольдович Подымовский.
В 1908 году окончательно ушёл в отставку.
Уезжая на операцию в Варшаву в 1910 году, Станислав Леопольдович подарил Вятской публичной библиотеке своё собрание книг из 700 томов на польском языке на сумму более 500 рублей.
Свой дар Станислав Леопольдович снабдил каталогом — «Каталог польским книгам», изданным на собственные средства в Варшаве в количестве 100 экземпляров.
В отчёте библиотеки сообщалось: «Этот каталог бесплатно раздаётся подписчикам польской национальности».
Среди наиболее ценных изданий библиотеки Подымовского — первый перевод Библии на польский язык, сделанный Якубом Вуеком в 1599 году.
Станислав Леопольдович Подымовский умер 26 сентября 1911 года в Варшаве.

## Коллекция С. Л. Подымовского
Подаренная в 1910 году Станиславом Подымовским Вятской публичной библиотеке коллекция книг на польском языке причисляется к книжным памятникам Кировской области.
Первоначально в дар было передано собрание из 700 томов.
На 2013 год в библиотеке хранятся 414 книги из коллекции Подымовского.
Коллекция состоит из первого издание Библии в переводе на польский язык Якуба Вуйка (Краков, 1599), изданий XIX в. по богословию (5 томов), философии, психологии, педагогике (11; представлены книги Э. Ожешко «Патриотизм и космополитизм» и переводы работ Э. Тардье и Н. Мишо), общественным наукам и праву (6; польские переводы английских, американских и французских авторов), истории и мемуаров (27), географии, этнографии, путешествиям (17), естественным наукам и медицине (3).
Наибольшую часть библиотеки представляет художественная литература — 345 книг.
Среди авторов книги французов: А. Франс, Г. Флобер, Э. Ростан, А. Э. Гонкур, Ги де Мопассан, В. Гюго; англоязычных писателей: Конан Дойля, М. Твен, Э. Л. Войнич, Г. Уэллс, Дж. К. Джером, Т. Рузвельт, и большое количество книг русских авторов А. Чехов, Ф. Достоевский, А. К. и Л. Н. Толстой, И. Тургенев, И. Куприн.
К дару прилагался изданный Подымовским в 1910 году в Варшаве тиражом 100 экземпляров «Каталог польским книгам».

## Личная жизнь
Жена — Мария Леонардовна Янчевская (дочь прокурора Варшавского трибунала).
Дети:
- Станислав — 1871.
- Мария-Жозефина — (1872—1925[1]).
- Феодосия-Ванда — 1873.
- Желислава — 1877.
- Ядвига — 1878.
- Галина — 1879.
- София — 1881.

## Награды и премии
Станислав Леопольдович Подымовский награждён орденами Святой Анны III степени (1869), Святого Станислава II степени (1875), Святой Анны II степени (1878), Святого Владимира IV степени (1897), а также медалями.